# Adalgisa Nery
Adalgisa Nery, nata Adalgisa Maria Feliciana Noel Cancela Ferreira (Rio de Janeiro, 29 ottobre 1905 – Rio de Janeiro, 7 giugno 1980), è stata una poetessa, giornalista e politica brasiliana.

## Biografia
Figlia di un maggiordomo, nel 1922 sposò Ismael Nery (1900–1934), un pittore e poeta che la introdusse al circolo degli artisti e degli intellettuali brasiliani che includevano Manuel Bandeira, Jorge de Lima e Murilo Mendes. I coniugi Nery vissero in Europa dal 1927 al 1929, e conobbero l'artista Marc Chagall ed il compositore brasiliano Heitor Villa-Lobos. Ismael morì di tubercolosi nel 1934, lasciando Adalgisa e due figli.
La Nery cominciò a pubblicare poesie dopo la morte del primo marito. Il suo primo libro, Poesie, pubblicato nel 1937, ricevette l'acclamazione dei critici, scrisse anche brevi racconti e articoli di rotocalchi. Anche se il poeta Murilo Mendes propose il matrimonio alla Nery alla fine degli anni trenta, lei sposò nel 1940 Lourival Fontes (1899–1967), direttore generale del Dipartimento di Stampa e Propaganda (DIP). Nella direttorato di ("Estado Novo") di Getúlio Vargas, il DIP si occupava anche di censura. La Nery assistette il DIP come direttore sociale e responsabile alle pubbliche relazioni . Quando Fontes fu nominato ambasciatore in Mexico nel 1944, la Nery lo accompagnò lì incontrò Diego Rivera (che le fece un ritratto), Frida Kahlo, José Clemente Orozco e David Alfaro Siqueiros.
Dopo che la Nery e Fontes si separarono 1953, la Nery cominciò la sua carriera politica. Come giornalista per il giornale di Rio de Janeiro Última Hora dal 1954 al 1966, sostenne il socialismo e il nazionalismo brasiliano. Il successo come giornalista aiutò la Nery ad essere eletta come membro della assemblea costituente per lo Stato di Guanabara (adesso città di Rio de Janeiro) nel 1960 per il Partito Socialista Brasiliano (PSB). La Nery si distinse per la sua opposizione al governatore della Guanabara Carlos Lacerda e i suoi alti convincimenti etici. Fu rieletta nel 1962 e nel 1966. Dopo il regime militare del (1964-1985) che mise fuori legge i partiti nel 1965, la Nery si unì al Movimento Democrático Brasileiro (MDB), che fece opposizione ufficiale alla dittatura militare. In 1969, la dittatura militare che governava il Brasile tolse il mandato e l'ufficio alla Nery proibendole persino di votare per 10 anni.
La Nery invecchiò in uno stato di crescente depressione e solitudine. Morì in una casa di riposo a Rio de Janeiro.
Vari racconti e poesie della Nery sono stati tradotti in inglese, francese, tedesco ed italiano.

## Opere
- Poemas 1937
- A mulher ausente (poems) 1940
- Og (short stories) 1943
- Ar do deserto (poems) 1943
- Cantas de angústia (poems) 1948
- As fronteiras da quarta dimensão (poems) 1952
- A imaginária (novel) 1959
- Mundos oscilantes (poems) 1962
- Retrato sem retoque (collection of newspaper columns) 1966
- 22 menos 1 (short stories) 1972
- Neblina (novel) 1972
- Erosão (poems) 1973